# Ônibus 174
Ônibus 174 (em Portugal: Autocarro 174) é um documentário brasileiro de 2002, dirigido por José Padilha, sobre o sequestro do ônibus 174 por Sandro Barbosa do Nascimento, uma das vítimas sobreviventes da Chacina da Candelária, em 2000, na zona sul do Rio de Janeiro.
Em novembro de 2015, o filme entrou na lista feita pela Associação Brasileira de Críticos de Cinema (Abraccine) dos 100 melhores filmes brasileiros de todos os tempos.

## Sinopse
O sequestro do ônibus 174 foi filmado e transmitido ao vivo pela televisão, cujas imagens são mostradas no documentário, porém um dos argumentos sustentado pelo autor do filme é que o rapaz em foco tenha sido vítima de um processo de exclusão social a tal ponto, que ele tenha se bandeado para o crime, não por escolha própria, mas por abandono por parte das autoridades do Estado do Rio de Janeiro. O documentário mostra o processo de transformação da criança de rua em bandido e sugere as causas da violência nas grandes cidades do Brasil.

## Principais prêmios e indicações
O filme recebeu quatro indicações ao Grande Prêmio Cinema Brasil de 2003: melhor roteiro original, melhor documentário, melhor som e melhor montagem.
Foi premiado no Festival de Havana de 2003 como o melhor documentário.
Foi premiado no Festival Internacional de Cinema do Rio de Janeiro de 2002 como o melhor filme brasileiro e melhor documentário.
Foi premiado no Mostra Internacional de Cinema São Paulo de 2002 como o melhor documentário.
Venceu o Emmy Awards de 2005 como melhor documentário.